# 扎斯圖格納 (奧布希夫區)
50°8′26″N 30°29′18″E / 50.14056°N 30.48833°E
扎斯圖赫納（烏克蘭語：Застугна）是位於烏克蘭北部的村莊，由基辅州奧布希夫區的奧布希夫市鎮負責管轄。該村面積0.32平方公里，海拔高度126米，2001年人口50，人口密度每平方公里156.3人。